# Ministeri d’Educació i Formació Professional d'Espanya
El Ministeri d'Educació i Formació Professional és un dels departaments ministerials del Govern d'Espanya.

## Funcions
Aquest ministeri actualment té les competències d'educació, universitats i formació professional, però al llarg de la seva història ha format part, o ha integrat dins seu, els departaments de Cultura, Ciència, Universitats, Esports i política social, rebent els noms de Ministeri d'Educació (1977-1981), Ministeri d'Educació i Universitats (1981-1982), Ministeri d'Educació i Cultura (1996-2000), Ministeri d'Educació, Cultura i Esports (2000-2004), Ministeri d'Educació i Ciència (1982-1996, 2004-2008) o Ministeri d'Educació, Política Social i Esports (2008-2009).
En la formació de la IX Legislatura el 2008 rebé el nom de Ministeri d'Educació, Política Social i Esports, passant les seves competències en ciència al nou Ministeri de Ciència i Innovació. En la remodelació de govern realitzada per José Luis Rodríguez Zapatero el 7 d'abril de 2009 aquest ministeri perdé les seves competències en Política Social, que anaren a parar al Ministeri de Sanitat i Política Social, i també les seves competències en esports, que passaren a formar part del gabinet directe del mateix President del Govern, sent novament anomenat Ministeri d'Educació. Amb el Govern Rajoy, es torna canviar el nom a Ministeri d'Educació, Cultura i Esports. Amb el govern de Pedro Sánchez el ministeri es va tornar a canviar el nom a Ministeri d'Educació i Formació Professional.

## Llista de ministres d'Educació
| Legislatura                                     | Inici                                        | Finalització                 | Nom                          | Partit |
| ----------------------------------------------- | -------------------------------------------- | ---------------------------- | ---------------------------- | ------ |
| Constituent (1977-1979)                         |                                              |                              |                              |        |
| Ministeri d'Educació                            |                                              |                              |                              |        |
| 4 de juliol de 1977                             | 5 d'abril de 1979                            | Íñigo Cavero Lataillade      | UCD                          |        |
| I (1979-1982)                                   |                                              |                              |                              |        |
| Ministeri d'Educació                            |                                              |                              |                              |        |
| 6 d'abril de 1979                               | 9 de setembre de 1980                        | José Manuel Otero Novas      | UCD                          |        |
| 9 de setembre de 1980                           | 2 de desembre de 1981                        | Juan Antonio Ortega          | UCD                          |        |
| Ministeri d'Universitats i Investigació         |                                              |                              |                              |        |
| 6 d'abril de 1979                               | 11 de setembre de 1981                       | Luis González Seara          | UCD                          |        |
| Ministeri d'Educació i Universitats             |                                              |                              |                              |        |
| 2 de desembre de 1981                           | 2 de desembre de 1982                        | Federico Mayor Zaragoza      | UCD                          |        |
| II (1982-1986)                                  |                                              |                              |                              |        |
| Ministeri d'Educació i Ciència                  |                                              |                              |                              |        |
| 3 de desembre de 1982                           | 25 de juliol de 1986                         | José María Maravall          | PSOE                         |        |
| III (1986-1989)                                 | 26 de juliol de 1986                         | 12 de juliol de 1988         | José María Maravall          | PSOE   |
| III (1986-1989)                                 | 12 de juliol de 1988                         | 6 de desembre de 1989        | Javier Solana Madariaga      | PSOE   |
| IV (1989-1993)                                  | 7 de desembre de 1989                        | 24 de juny de 1992           | Javier Solana Madariaga      | PSOE   |
| IV (1989-1993)                                  | 24 de juny de 1992                           | 12 de juliol de 1993         | Alfredo Pérez Rubalcaba      | PSOE   |
| V (1993-1996)                                   | 13 de juliol de 1993                         | 3 de juliol de 1995          | Gustavo Suárez Pertierra     | PSOE   |
| V (1993-1996)                                   | 3 de juliol de 1995                          | 5 de maig de 1996            | Jerónimo Saavedra            | PSOE   |
| VI (1996-2000)                                  |                                              |                              |                              |        |
| Ministeri d'Educació i Cultura                  |                                              |                              |                              |        |
| 6 de maig de 1996                               | 20 de gener de 1999                          | Esperanza Aguirre            | PP                           |        |
| 20 de gener de 1999                             | 27 d'abril de 2000                           | Mariano Rajoy Brey           | PP                           |        |
| VII (2000-2004)                                 |                                              |                              |                              |        |
| Ministeri d'Educació, Cultura i Esports         |                                              |                              |                              |        |
| 28 d'abril de 2000                              | 17 d'abril de 2004                           | Pilar del Castillo           | PP                           |        |
| VIII (2004-2008)                                |                                              |                              |                              |        |
| Ministeri d'Educació i Ciència                  |                                              |                              |                              |        |
| 18 d'abril de 2004                              | 7 d'abril de 2006                            | María Jesús San Segundo      | PSOE                         |        |
| 7 d'abril de 2006                               | 14 d'abril de 2008                           | Mercedes Cabrera             | PSOE                         |        |
| IX (2008-2011)                                  |                                              |                              |                              |        |
| Ministeri d'Educació, Política Social i Esports |                                              |                              |                              |        |
| 14 d'abril de 2008                              | 7 d'abril de 2009                            | Mercedes Cabrera             | PSOE                         |        |
| Ministeri d'Educació                            |                                              |                              |                              |        |
| 7 d'abril de 2009                               | 21 de desembre de 2011                       | Ángel Gabilondo Pujol        | PSOE*                        |        |
| X (2011-2015)                                   |                                              |                              |                              |        |
| Ministeri d'Educació, Cultura i Esports         |                                              |                              |                              |        |
| 21 de desembre de 2011                          | 25 de juny de 2015                           | José Ignacio Wert Ortega     | PP                           |        |
| 25 de juny de 2015                              | 21 de desembre de 2015                       | Iñigo Méndez de Vigo Montojo | PP                           |        |
| XI (2015-2016)                                  | 21 de desembre de 2015                       | 26 de juny de 2016           | Iñigo Méndez de Vigo Montojo | PP     |
| XII (2016-2018) XII (2018-2019)                 | 26 de juny de 2016                           | 2 de juny de 2018            | Iñigo Méndez de Vigo Montojo | PP     |
| XII (2016-2018) XII (2018-2019)                 | Ministeri d'Educació i Formació Professional |                              |                              |        |
| XII (2016-2018) XII (2018-2019)                 | 6 de juny de 2018                            | 28 d'abril de 2019           | María Isabel Celaá Diéguez   | PSOE   |
| XIII (2019)                                     | 28 d'abril de 2019                           | 10 de novembre de 2019       | María Isabel Celaá Diéguez   | PSOE   |
| XIV (2019-2021)                                 | 13 de gener de 2020                          | 11 de juliol de 2021         | María Isabel Celaá Diéguez   | PSOE   |
| XIV (2021)                                      | 12 de juliol de 2021                         | en el càrrec                 | Pilar Alegría Continente     | PSOE   |

(*) Encara que és independent, és a dir, sense militància en el partit governant.